# Hałas w mojej głowie
Hałas w mojej głowie – pierwsza solowa płyta wokalistki Barbary Hetmańskiej pod pseudonimem Candy Girl. Album został wydany 20 listopada 2009 roku. Na płycie znajdują się single: "Wszystko czego dziś chcę'", "Yeah", "Czas (siłę w sobie mam)" i "Daddy's Girl".

## Lista utworów
1. "Intro"
2. "Yeah"
3. "Wszystko czego dziś chcę"[1]
4. "Speed"
5. "Niebo"
6. "Ballada"
7. "Kilka prostych słów"
8. "Czas (siłę w sobie mam)"
9. "Hałas"
10. "Daddy's Girl"
11. "Bo pięknie jest"
12. "W mojej głowie"
13. "Make It Up"
14. "Outro"
15. "Yeah (wersja angielska)"